# Епархия Удайпура
Епархия Удайпура (лат. Dioecesis Udaipurensis) — епархия Римско-Католической церкви c центром в городе Удайпур, Индия. Епархия Удайпура входит в митрополию Агры. Кафедральным собором епархии Удайпура является собор Пресвятой Девы Марии Фатимской.

## История
3 декабря 1984 года Римский папа Иоанн Павел II выпустил буллу In gravissimis muneris, которой учредил епархию Удайпура, выделив её из епархии Аджмера и Джайпура (сегодня — Епархия Аджмера и Епархия Джайпура).
25 марта 2002 года епархия Удайпура передала часть своей территории для возведения новой епархии Джхабуа.

## Ординарии епархии
- епископ Joseph Pathalil (3.12.1984 — 21.12.2012);
- епископ Devprasad John Ganawa (21.12.2012 — по настоящее время).

## Источник
- Annuario Pontificio, Libreria Editrice Vaticana, Città del Vaticano, 2003, ISBN 88-209-7422-3
- Булла In gravissimis muneris  (лат.)